# Cryptochironomus tamaichimori
Cryptochironomus tamaichimori är en tvåvingeart som beskrevs av Sasa 1987. Cryptochironomus tamaichimori ingår i släktet Cryptochironomus och familjen fjädermyggor. Inga underarter finns listade i Catalogue of Life.